# 井上良在
井上 良在（いのうえ よしあり）は、戦国時代の武将。毛利氏の家臣。

## 生涯
詳しい系譜は不明だが、安芸井上氏に生まれ、志道広良から「良」の偏諱を貰い受けて「良在」と名乗った。
享禄5年（1532年）7月13日付の毛利氏家臣団32名が互いの利害調整を毛利元就に要請した連署起請文では、19番目に「井上宗左衛門尉良在」と署名している。
没年は不明。